# Jorge el curioso 2: Sigue a ese mono
Curious George 2: Follow That Monkey! es la segunda película de la serie Jorge el curioso, producida por Universal Animation Studios y Imagine Entertainment, que fue estrenada en marzo de 2006, en DVD. 

## Recepción
Tiene una calificación de 40% en Rotten Tomatoes.

## Banda sonora
La banda sonora incluye el éxito "California Sun", interpretada por Brian Wilson, así como todas las nuevas canciones de Carbon Leaf, una canción especial grabado por Greene 429 Records, artista Jackie, y un partitura original de Heitor Pereira. La banda sonora fue lanzado el 2 de marzo de 2010

### Lista de canciones
1. Less Ordinary - Carbon Leaf
2. La Amistad - Carbon Leaf
3. California Sun - Brian Wilson
4. On A Roll - Carbon Leaf
5. Heart Of The Day - Carbon Leaf
6. Let Your Troubles Roll - Carbon Leaf
7. Walking In The Sun - Carbon Leaf
8. Follow That Monkey - Jackie Greene
9. Man Moon - Heitor Pereira
10. Hacia el este - Heitor Pereira
11. Echar una mano - Heitor Pereira
12. Zoo - Heitor Pereira
13. Amistad - Heitor Pereira

## Reparto
- Frank Welker como George.
- Jeff Bennett como Ted (El Hombre del Sombrero Amarillo).
- Fred Tatasciore como el Sr. Bloomsberry
- Ed O'Ross como Ivan.
- Tim Curry como Piccadilly.
- Jamie Kennedy como Danno Wolfe.
- Matt Lauer como Hark Hanson.
- Jerry Lewis como el jefe de estación Humbleton.
- Cree Summer como la señora Fisher.

## Doblaje Hispanoamericano
- Armando Coria como Ted (El Hombre del Sombrero Amarillo).
- Armando Réndiz como El Sr. Bloomsberry
- Sebastián Llapur como Ivan.
- Patricia Hannidez como Maggie.
- Blas García como Piccadilly.
- Luis Alfonso Mendoza como Danno Wolfe.
- Sebastián Llapur como Hark Hanson.
- Esteban Siller como Jefe de estación Humbleton.
- Patricia Acevedo como La Señora Fisher.
- Héctor Bonilla como Granjero Dan.
- Romina Marroquín Payró como Anna.

Voces adicionales: 
- Luis Daniel Ramírez
- Alejandro Illescas
- Regina Orozco
- Lupita Leal
- Maggie Vera
- Fernanda Robles
- Erica Edwards
- Héctor Emmanuel Gómez
- Yadira Aedo
- Mildred Barrera
- Carlos Hernández
- Héctor Lee
- Julieta Rivera
- Ernesto Lezama
- Alondra Hidalgo
- Lucía Méndez
- Xóchitl Ugarte
- Patricia Acevedo
- Armando González
- Fernando Meza
- Juan Alfonso Carralero
- Manuel Díaz
- Diego Ángeles
- Rubén Trujillo
- Alondra Hidalgo
- María Elena Saldaña
- Miguel Pérez
- Paco Arriagada
- Sylvia Garcel
- Mariana Ortiz
- Leyla Rangel
- Susana Moreno
- María Santander
- Rebeca Patiño
- Diana Pérez
- Georgina Sánchez
- Ricardo Tejedo
- Karla Falcón
- Isabel Martiñón

Traducción: Katya Ojeda
Dirección: Ricardo Tejedo
Estudio: Grupo Macías

## Lanzamiento
La película fue estrenada en los EE. UU. el 2 de marzo de 2006 como una liberación directa al DVD.